# Аубари (пустыня)
Аубари, Идеха́н-Уба́ри, Эдейен-Убари, плато Тингерт-Аубари — песчаная пустыня на западе Ливии.
Высота достигает 400—500 м. Рельеф преимущественно грядовый; встречаются изолированные песчаные холмы относительной высотой до 200 м. Количество осадков составляет около 10 мм в год. Поверхность пустыни почти лишена растительности. В депрессиях расположены солончаки, озёра, в которых добывают соду и поваренную соль. По окраинам — небольшие оазисы с рощами финиковых пальм. Население занимается кочевым животноводством.